# Yashio
Yashio (八潮市?, Yashio-shi) è una città giapponese della prefettura di Saitama.